# Municipio de Bowcreek
El municipio de Bowcreek (en inglés: Bowcreek Township) es un municipio ubicado en el condado de Sheridan en el estado estadounidense de Kansas. En el año 2010 tenía una población de 40 habitantes y una densidad poblacional de 0,21 personas por km².

## Geografía
El municipio de Bowcreek se encuentra ubicado en las coordenadas 39°26′12″N 100°16′26″O / 39.43667, -100.27389. Según la Oficina del Censo de los Estados Unidos, el municipio tiene una superficie total de 186.07 km², de la cual 186,07 km² corresponden a tierra firme y (0 %) 0 km² es agua.

## Demografía
Según el censo de 2010, había 40 personas residiendo en el municipio de Bowcreek. La densidad de población era de 0,21 hab./km². De los 40 habitantes, el municipio de Bowcreek estaba compuesto por el 100 % blancos. Del total de la población el 0 % eran hispanos o latinos de cualquier raza.